# 美園 (札幌市)

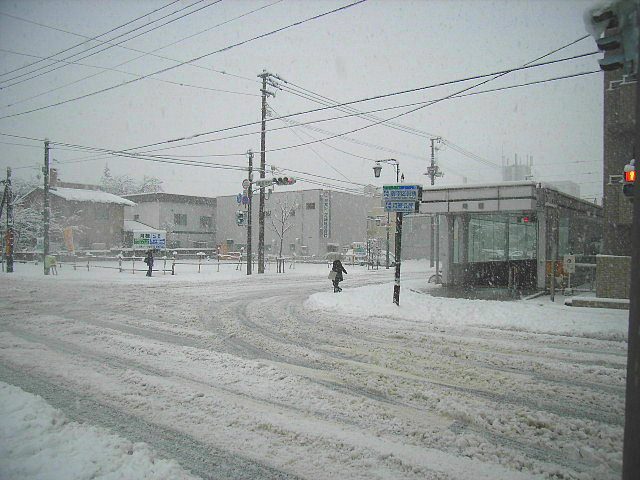
札幌市営地下鉄東豊線美園駅（2004年12月）

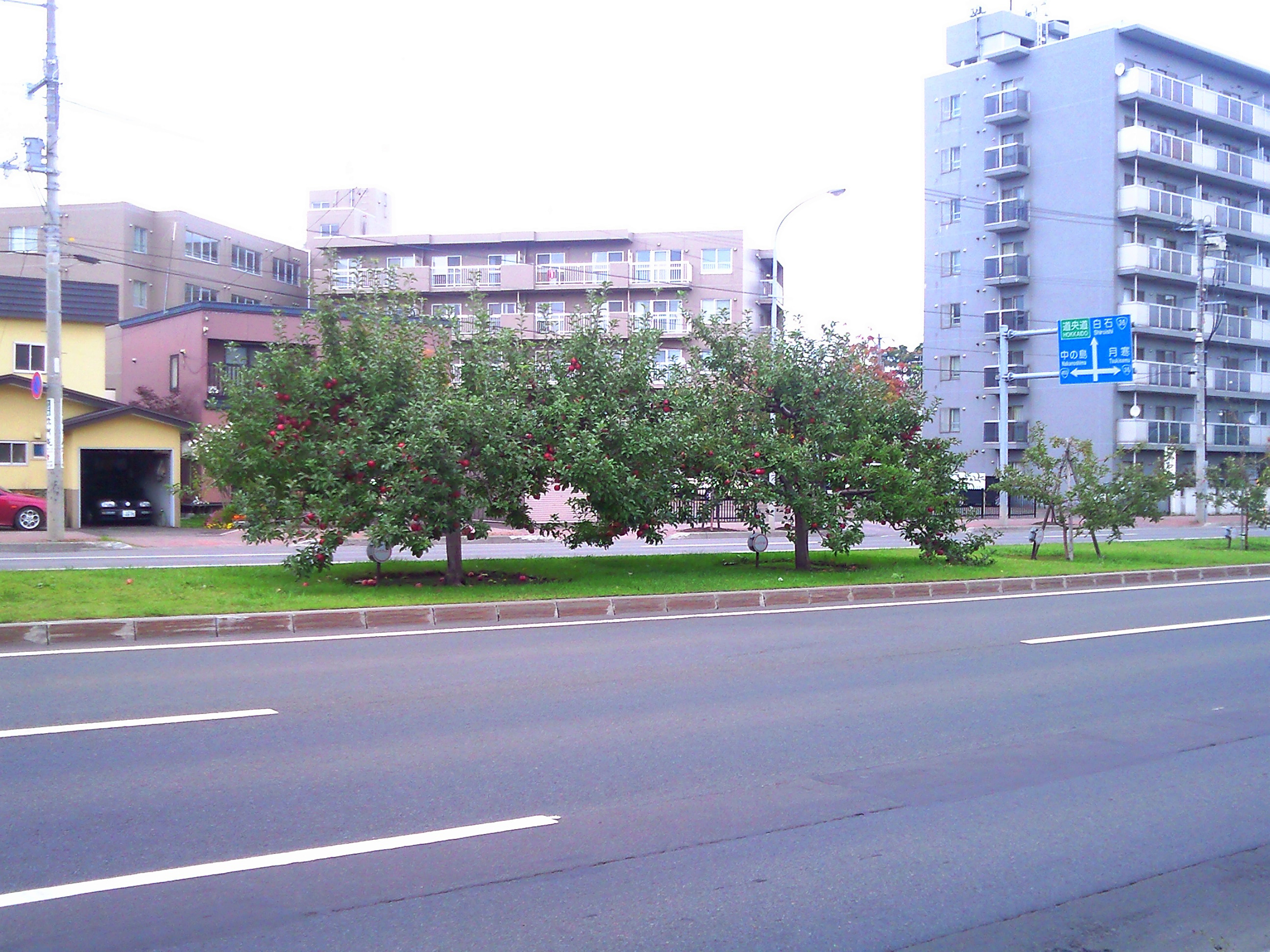
環状通のリンゴ並木

美園（みその/Misono）は、北海道札幌市豊平区の地名。美園1条から美園9条に1丁目から8丁目が、美園10条及び美園11条に4丁目から8丁目が、美園12条に6丁目から8丁目が配される。郵便番号は 062-0001（美園1条）から062-0012（美園12条）。

## 地理
おもに住宅地として利用されるが、豊平区内郵便物を取り扱う豊平郵便局があり、また地内を縦横に走る国道36号や環状通（北海道道89号札幌環状線）が交差するなど、区内の交通の要衝である。北で白石区東札幌、東で月寒中央通・月寒東・月寒西、南で豊平区役所の置かれる平岸、 西で豊平警察署の置かれる豊平と隣接する。

### 河川
- 望月寒川 - 東辺を流れる。

## 住所
| 町丁                 | 郵便番号 |
| -------------------- | -------- |
| 美園1条1丁目～8丁目  | 062-0001 |
| 美園2条1丁目～8丁目  | 062-0002 |
| 美園3条1丁目～8丁目  | 062-0003 |
| 美園4条1丁目～8丁目  | 062-0004 |
| 美園5条1丁目～8丁目  | 062-0005 |
| 美園6条1丁目～8丁目  | 062-0006 |
| 美園7条1丁目～8丁目  | 062-0007 |
| 美園8条1丁目～8丁目  | 062-0008 |
| 美園9条1丁目～8丁目  | 062-0009 |
| 美園10条4丁目～8丁目 | 062-0010 |
| 美園11条4丁目～8丁目 | 062-0011 |
| 美園12条6丁目～8丁目 | 062-0012 |

## 歴史
1910年（明治44年）に豊平町のうち1902年（明治35年）まで豊平村だった区域（旧豊平村）が札幌区へ編入された。美園も旧豊平村に属したが、商業地化が進んでいた旧豊平村の他の地域とは異なり、農業を中心とした地域であったことから、同じく農業を主要な産業としていた旧月寒村・旧平岸村とともに豊平町に残ることとなった。

### 地名の由来
花卉の栽培農家が多くあり、花畑が広がっているさまが花園のようだったからと言われている。

### 沿革
- 1873年（明治6年）：金沢藩（旧加賀藩）出身者により開拓される。望月寒川沿と呼ばれた。
  - 現在の札幌市内では、もっとも早くに稲作が始まり、それを称して加賀開墾と呼ばれた。
- 1902年（明治35年）：豊平村・月寒村・平岸村の3村が合併して、豊平村となる。
- 1908年（明治41年）：豊平村は町制施行し、豊平町となる。
- 1910年（明治44年）：旧豊平村の一部が札幌区へ編入となったが、現在の美園にあたる区域は編入されずに残った（残村と呼ばれた時期）。
- 1944年（昭和19年）：字名を御園と改称したが、すぐに現在の美園へと改称された。

## 交通

### 鉄道
- 地下鉄東豊線美園駅（美園8-6）

地下鉄東豊線豊平公園駅（豊平5-13）も利用することができる。

### 道路
- 国道36号：地区内を北西から南東に抜ける。
- 環状通（北海道道89号札幌環状線）：地区内を北東から南西に抜ける。
- 米里行啓通：豊平との境界。
- 羊ヶ丘通：平岸との境界。
- 東北通：白石区東札幌との境界。

## 施設
- 美園まちづくりセンター（美園6-5）
- 札幌市美園児童会館（美園6-5）
- 月寒公園 - 一部が美園にあたる。
- コープさっぽろ美園店（美園6-7）
- スーパーアークス美園店（美園2-1）
- ニトリ美園店（美園3-3）
- トヨタカローラ札幌本社（美園3-6）
- 豊平郵便局（美園3-6）

## 小中学校の学区

### 中学校
- 札幌市立八条中学校（豊平8-13）
- 札幌市立月寒中学校（月寒東2-2）
- 札幌市立陵陽中学校（平岸6-11）

### 小学校
- 札幌市立みどり小学校（美園5-2）
- 札幌市立豊園小学校（美園1-4）
- 札幌市立東山小学校（平岸4-11）
- 札幌市立美園小学校（平岸5-7）
- 札幌市立南月寒小学校（月寒西4-8）